# Luis García (ur. 1993)
Luis Arcadio García Bañuelos (ur. 25 marca 1993 w Mazatlán) – meksykański piłkarz występujący na pozycji skrzydłowego, od 2022 roku zawodnik Puebli.